# ブレンデールー (クイーンズランド州)

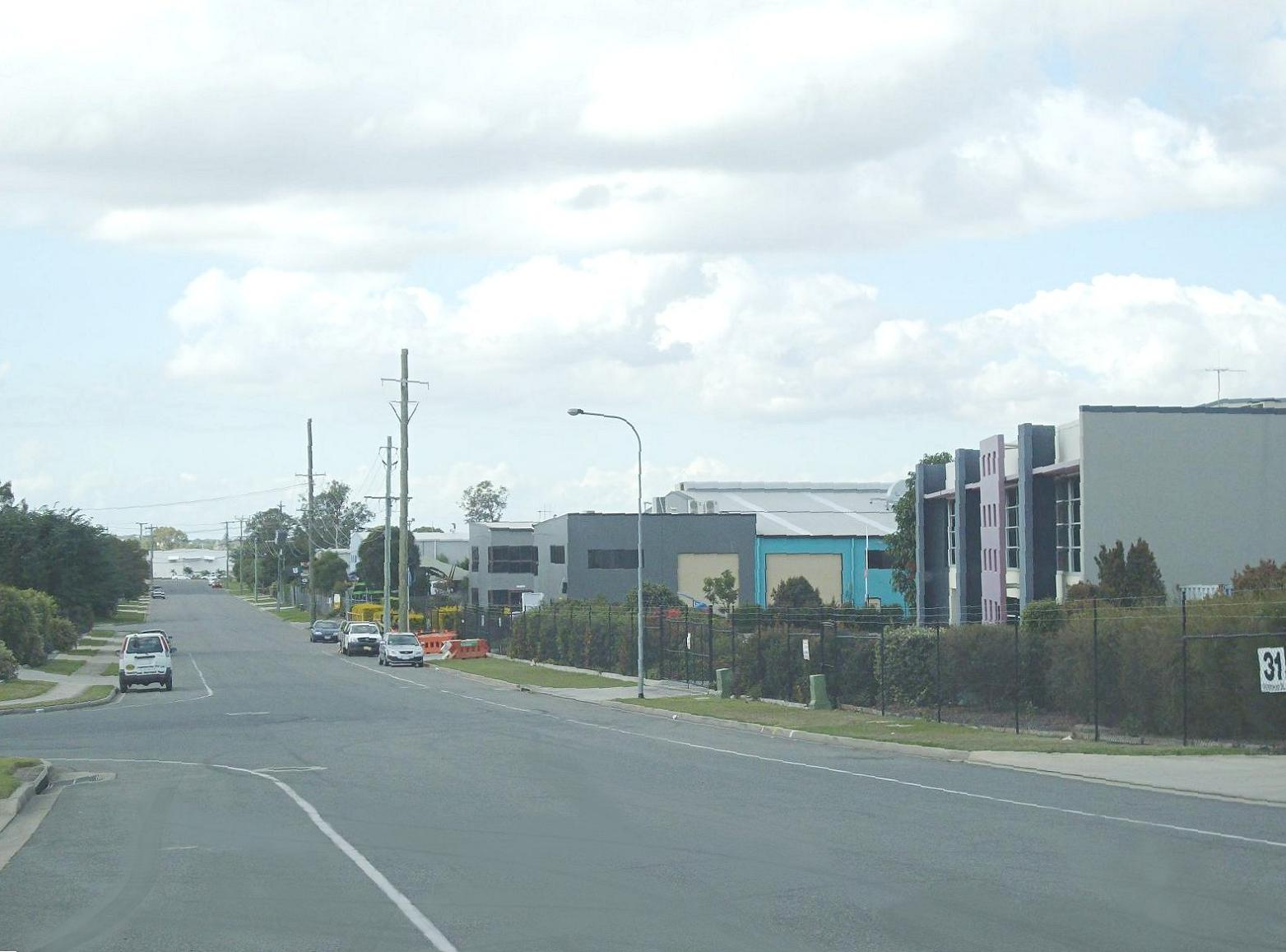

ブレンデール（Brendale）は、オーストラリアのクイーンズランド州の郊外、モートンベイ地域、ブリスベン大都市圏の北部に位置している。 2016年のオーストラリア国勢調査によると、人口は2758人だった。